# David Smith (regatista)
David James Smith (Salem, 31 de octubre de 1925-Peabody, 8 de marzo de 2014) fue un deportista estadounidense que compitió en vela en la clase 5.5 Metre. Participó en los Juegos Olímpicos de Roma 1960, obteniendo una medalla de oro en la clase 5.5 Metre.

## Palmarés internacional
| Juegos Olímpicos | Juegos Olímpicos | Juegos Olímpicos | Juegos Olímpicos |
| Año              | Lugar            | Medalla          | Clase            |
| ---------------- | ---------------- | ---------------- | ---------------- |
| 1960             | Roma (Italia)    | Medalla de oro   | 5.5 Metre        |